# Cathédrale du Sacré-Cœur de Wellington
Pour les articles homonymes, voir Cathédrale du Sacré-Cœur.
La cathédrale du Sacré-Cœur de Wellington (en anglais : Sacred Heart Cathedral) est l'un des principaux sanctuaires catholiques de Wellington (Nouvelle-Zélande).
Église-mère de l'archevêché catholique de Wellington, elle se situe au 40, Hill Street.

## Historique

### Cathédrale Sainte-Marie
Le diocèse de Wellington est érigé le 20 juin 1848 par scission de la partie méridionale du diocèse d'Auckland, le 39e parallèle marquant la nouvelle frontière entre les deux provinces ecclésiastiques.
Le nouveau diocèse est confié à Philippe Viard, prélat d'origine française, nommé administrateur apostolique. 
À l'arrivée de celui-ci, la ville de Wellington est une bourgade d'à peine plus de 5 000 habitants, ne comptant pour seul lieu de culte catholique qu'une modeste chapelle nommée « Chapelle de la Nativité de Notre Seigneur » (Chapel of the Nativity of Our Lord), édifiée en 1844. 
Un terrain ayant été cédé à l'évêché, la construction d'une véritable cathédrale est immédiatement projetée. Les plans en sont confiés à l'architecte Thomas Fitzgerald qui réalise également une maison épiscopale et une mission.
La première pierre de la cathédrale est posée au cours d'une cérémonie solennelle le 8 septembre 1850. Moins d'un an plus tard, le 1er mai 1851, la croix sommitale est installée sur le clocher du nouveau sanctuaire, qui bien qu'inachevé est consacré le 7 décembre de la même année sous le vocable de « Cathédrale Sainte-Marie ». L'édifice peut alors abriter jusqu'à 600 fidèles.
Au cours des années suivantes, grâce à divers dons, l'édifice est complété et aménagé. Toutefois, il est détruit par un incendie en 1898.

### Cathédrale du Sacré-Cœur
Le 28 novembre 1898, vers 8h30 du matin, un incendie se déclare dans le clocher, avant de se propager au reste de l'édifice. En moins d'une heure la cathédrale est détruite.
Deux jours après le sinistre le Cathedral Trust présidé par l'archevêque Francis Redwood (en) est créé afin de superviser la construction d'une nouvelle cathédrale.
Dans le même temps, il est décidé de bâtir une basilique sur le site de l'ancienne cathédrale Sainte-Marie. Les plans sont confiés à l'architecte Francis Petre qui conçoit un édifice néo-classique inspiré des basiliques romaines. La première pierre de la basilique, baptisée basilique du Sacré-Cœur, est posée le 16 juillet 1899. En 1901, elle est officiellement consacrée et ouverte au culte, devenant de fait la « cathédrale provisoire » du diocèse.
Bien que l’érection d’une nouvelle cathédrale reste à l’ordre du jour, le manque de fonds entraîne des retards. Un premier projet prévoit une cathédrale de style  Renaissance pouvant accueillir jusqu’à 2 100 personnes, mais les collectes de dons organisées par le diocèse ne permettent pas de réunir les fonds nécessaires. Le projet est alors mis en sommeil pour de nombreuses années.
Dans la seconde moitié des années 1930 un nouveau projet de cathédrale de style néo-gothique est envisagé, mais celui-ci est  compromis par le déclenchement de la Seconde Guerre mondiale. Le projet refait surface à plusieurs reprises dans les années d’après-guerre, avant d’être finalement mis en sourdine dans les années 1980.
Le 18 mars 1984, le cardinal Thomas Williams élève officiellement la basilique du Sacré-Cœur au rang de cathédrale de l'archidiocèse de Wellington.

## Architecture
La cathédrale du Sacré-Cœur est un édifice néo-classique de plan basilical.
Bâtie en brique et pierre de taille d'Oamaru, elle se compose d'une longue nef de six travées bordée de bas-côtés. La façade est précédée d'un portique à colonnade ionique.
Une frise portant l'inscription latine « SS.Cordi Jesu Dedicatum. A.D. MCMI » - dédicace en lettres d'or au Sacré-Cœur de Jésus, datée de 1901 - est surmontée d'un large fronton triangulaire à denticules.
À l'origine, la façade était encadrée de tours jumelles couronnées de dômes, dont seules les bases subsistent aujourd'hui. Endommagées par un tremblement de terre en 1942, elles furent démolies peu après.

## Galerie

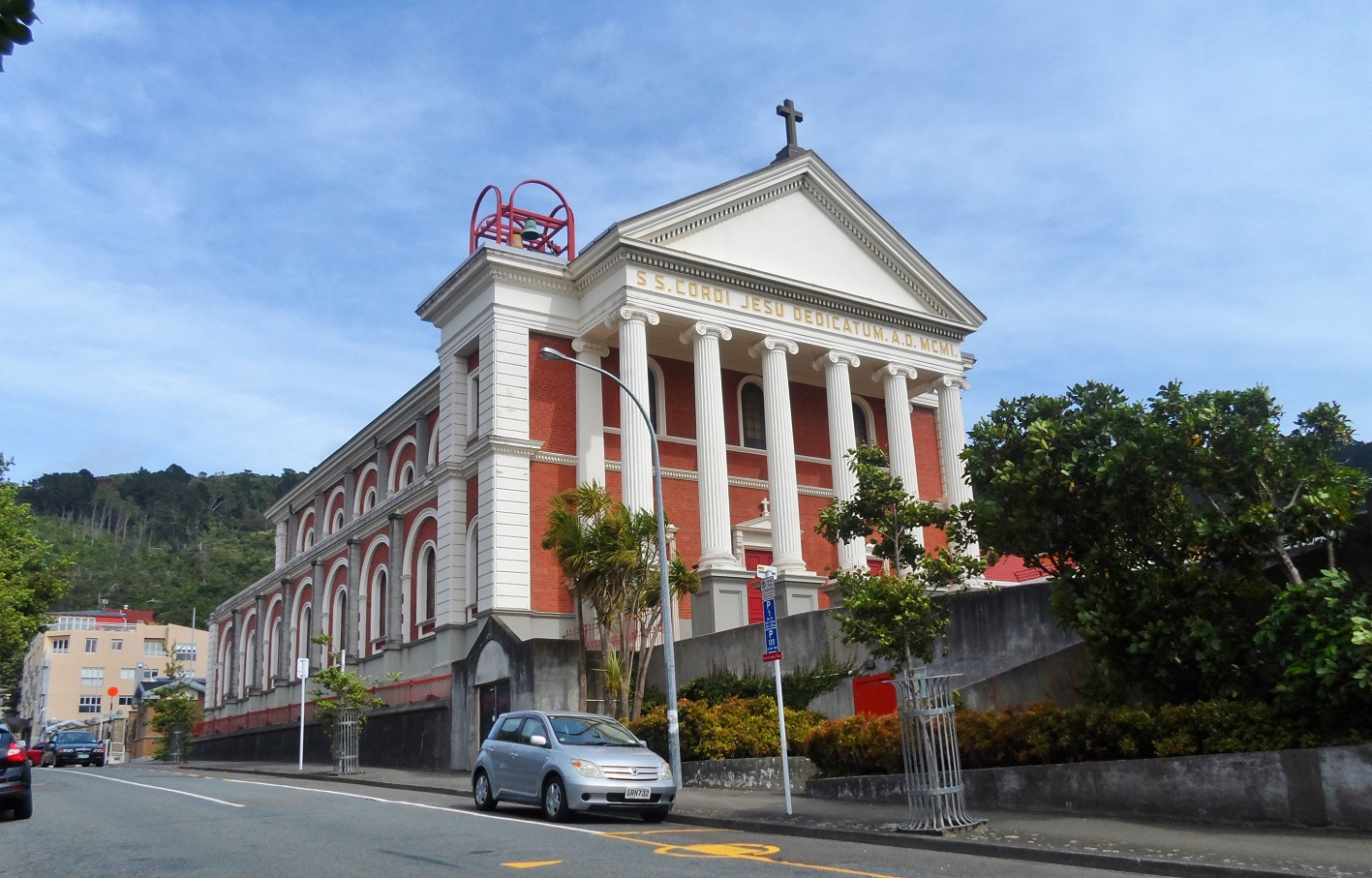
Vue de la cathédrale
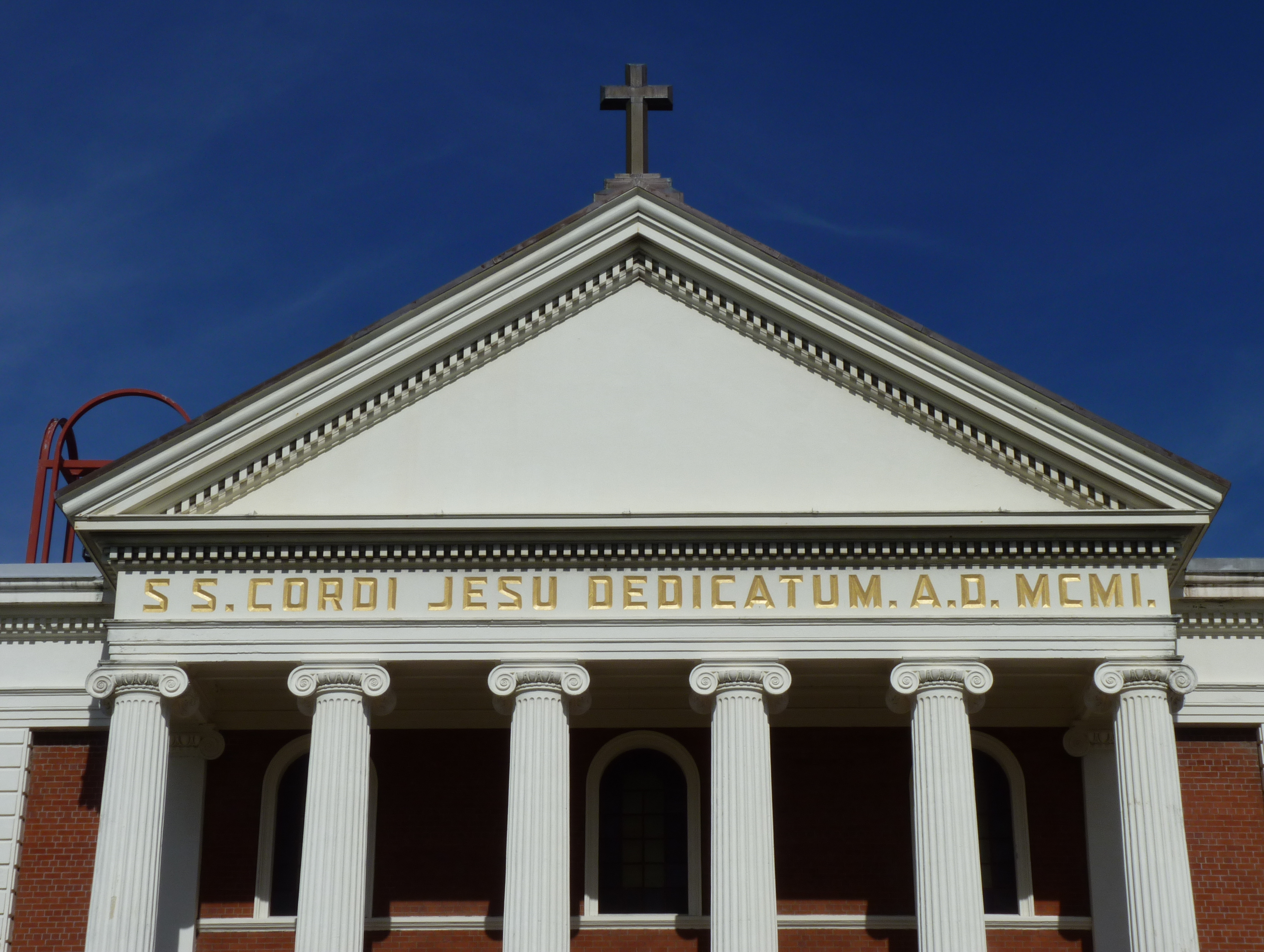
Dédicace au Sacré-Cœur de Jésus.
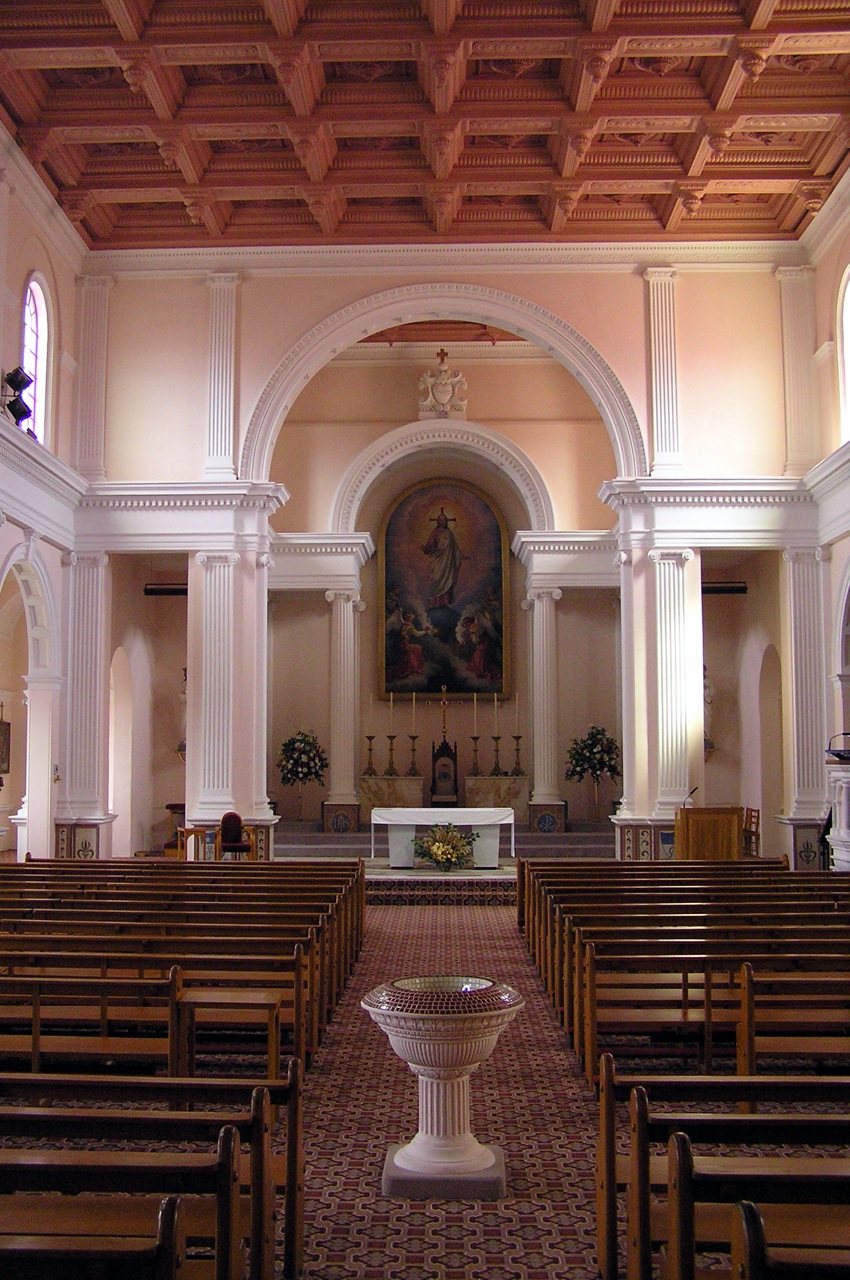
Intérieur de la cathédrale.
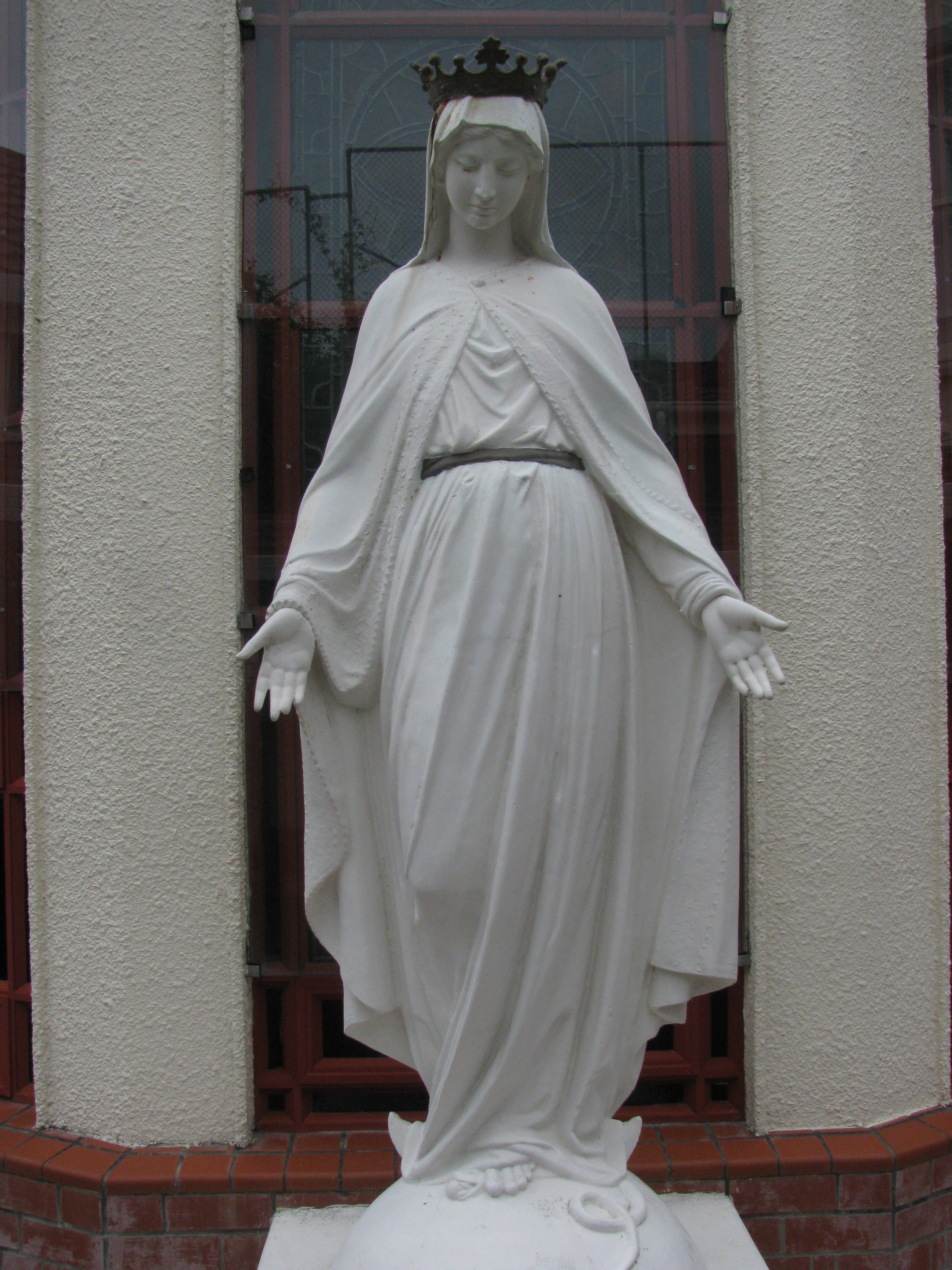
Statue de la Vierge Marie dans la cour du cloître.